# Zentralinstitut für Krebsforschung (Reichsinstitut)

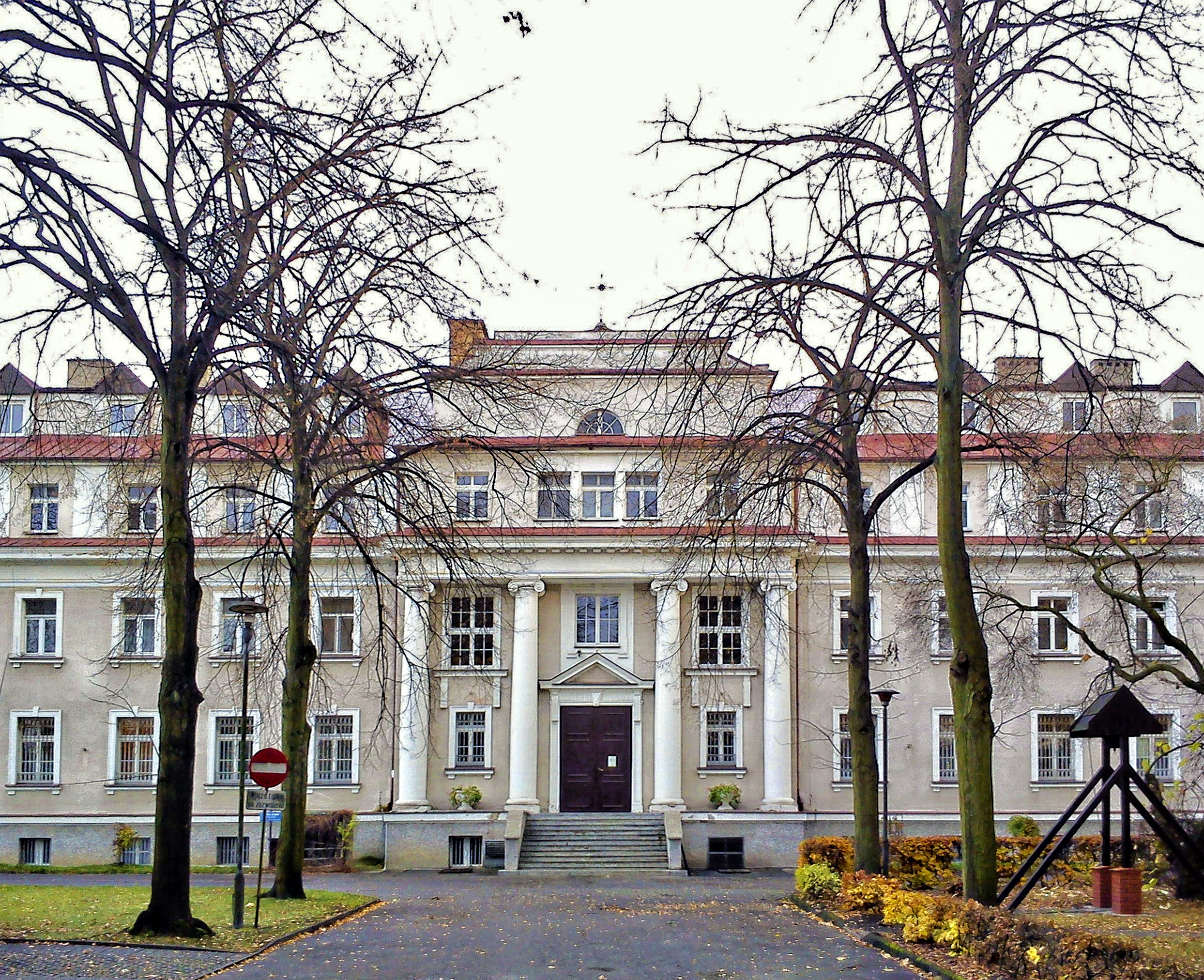
Das ehemalige Hauptgebäude des Instituts (Bild: 2012)

Das Zentralinstitut für Krebsforschung, Reichsinstitut an der Reichsuniversität Posen, auch als Reichsinstitut für Krebsforschung bezeichnet, war ein während der Zeit des Nationalsozialismus errichtetes Forschungsinstitut in Nesselstedt (poln. Pokrzywno) bei Posen. Es stand unter der Leitung des Arztes Kurt Blome und sollte in Anlehnung an vergleichbare Einrichtungen in anderen Ländern, wie das 1937 gegründete National Cancer Institute in den USA, als zentrale Einrichtung für Aktivitäten zur Krebsforschung im Deutschen Reich fungieren.
Neben dieser zivilen Forschung waren jedoch von Beginn an auch Arbeiten zu biologischen Waffen vorgesehen. Ob und in welchem Umfang entsprechende Pläne in dem Institut tatsächlich realisiert wurden, ist jedoch bisher nicht sicher bekannt. Das Institut bestand von Juni 1942 bis zur Eroberung Posens durch die Rote Armee Anfang 1945 und blieb hinsichtlich seiner baulichen Ausstattung und seiner Organisationsstruktur zum größten Teil unvollendet.

## Trägerschaft und Finanzierung

Kurt Blome, verantwortlich für den Aufbau des Instituts

Träger des Zentralinstituts für Krebsforschung war ein gleichnamiger Verein. Diesem gehörten neben dem Bevollmächtigten für die Errichtung des Instituts Kurt Blome unter anderem der damalige Präsident der Deutschen Forschungsgemeinschaft (DFG) Rudolf Mentzel, der Generalsekretär der Kaiser-Wilhelm-Gesellschaft Ernst Telschow und der Leiter der Forschungsabteilung des Heereswaffenamtes Erich Schumann an. Zu einer von Blome ursprünglich geplanten Umsetzung als außeruniversitäres Institut in Trägerschaft der Kaiser-Wilhelm-Gesellschaft kam es allerdings nicht. Als Geschäftsführer des Instituts fungierte Hanns Streit.
Die Finanzierung des Instituts, für die zunächst Einnahmen des Vereins sowie staatliche Zuschüsse vorgesehen waren, erfolgte später durch den Reichsforschungsrat nach einer Entscheidung von dessen Präsidenten Hermann Göring. Das Institut erhielt von Juli 1943 bis Dezember 1944 insgesamt 1,5 Millionen Reichsmark. Es hatte ab Mai 1944 den Status eines Reichsinstituts und war mit der offiziellen Bezeichnung „Zentralinstitut für Krebsforschung, Reichsinstitut an der Reichsuniversität Posen“ der 1941 entstandenen Reichsuniversität Posen zugeordnet.

## Bauliche und organisatorische Entwicklung

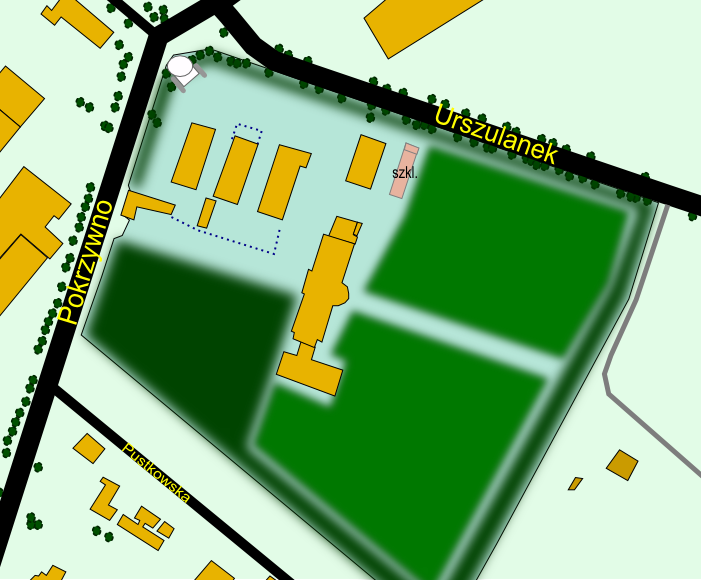
Karte des Geländes des Instituts

Als Hauptsitz wurde dem Zentralinstitut für Krebsforschung im März 1943 das in Nesselstedt bei Posen gelegene Ursulinen-Kloster mit dem zugehörigen Park übertragen. Darüber hinaus war die Nutzung von weiteren Gebäuden in Nesselstedt sowie von Räumlichkeiten der Reichsuniversität Posen geplant.
Die Vorstellungen von Kurt Blome sahen die Errichtung von sechs Abteilungen vor, und zwar eine physiologisch-biologische Abteilung mit angegliederter Tumorfarm, eine bakteriologische und Vakzine-Abteilung, eine gynäkologisch-chirurgische Abteilung, eine Röntgen-radiologische Abteilung, eine Abteilung für Krebsstatistik sowie eine pharmakologische Abteilung. Neben dem eigentlichen Sitz des Instituts im Kloster sollten auf dem zugehörigen Gelände dementsprechend weitere Gebäude entstehen, so unter anderem ein Labor für Tierversuche, eine Isolierstation und ein Tierstall. Die Tumorfarm zur Zucht von Versuchstieren mit Tumoren war eine Einrichtung der DFG und vor der Gründung des Posener Instituts dem Allgemeinen Institut gegen die Geschwulstkrankheiten des Rudolf-Virchow-Krankenhauses in Berlin angegliedert.
Der Aufbau des Zentralinstituts für Krebsforschung verlief langsamer als vorgesehen, so dass zwei Jahre nach der Gründung nur die im Haus der medizinischen Institute der Universität Posen ansässige Abteilung für Krebsstatistik und die in der Posener Kleistkaserne untergebrachte Abteilung für Pharmakologie arbeitsfähig waren. Für die anderen Abteilungen kam es insbesondere zu Verzögerungen bei den notwendigen Neu- und Umbauarbeiten. Die Aktivitäten des Instituts endeten mit der Schlacht um Posen und der anschließenden Eroberung der Stadt durch die Rote Armee im Frühjahr 1945. Ein auf Anfrage von Kurt Blome bei Heinrich Himmler im September 1944 als Ausweicheinrichtung geplantes „Reichsforschungsinstitut für Grenzgebiete der Medizin“, als dessen Standort Geraberg vorgesehen war, wurde aufgrund des Verlaufs des Zweiten Weltkrieges nie realisiert.
Nicht sicher bekannt ist die Zahl der Mitarbeiter. Die Akten des Instituts sind seit Kriegsende nicht auffindbar.

## Biowaffenforschung
Das Zentralinstitut für Krebsforschung war neben seiner offiziellen Bestimmung zur Krebsforschung von Beginn an auch für Arbeiten zu biologischen Waffen vorgesehen. Diesbezüglich sollte es das wichtigste Institut im Deutschen Reich werden. Aufgrund dieser militärischen Bedeutung wurde um das Institut eine drei Meter hohe Mauer gebaut, darüber hinaus wurden zur Bewachung ein Sonderkommando der Waffen-SS abgestellt und Wachhunde eingesetzt. Geplant waren unter anderem Untersuchungen zum Einsatz von Yersinia pestis, des Erregers der Pest.
Ob und in welchem Umfang es tatsächlich zur Durchführung von Arbeiten zu biologischen Waffen kam und ob dabei auch von Blome vorgeschlagene Menschenversuche durchgeführt wurden, ist nicht sicher bekannt. Kurt Blome verneinte bei Befragungen im Nürnberger Ärzteprozess, dass im Institut jemals Biowaffenexperimente durchgeführt worden seien, da das Institut zum Zeitpunkt des Einmarsches der Roten Armee noch unfertig gewesen sei. Diese Angaben wurden später nach einer entsprechenden Untersuchung von polnischer Seite bestätigt.